# Ouville-la-Bien-Tournée
Ouville-la-Bien-Tournée (wymowaⓘ) – miejscowość i dawna gmina we Francji, w regionie Normandia, w departamencie Calvados. W 2013 roku liczba ludności wynosiła 238 mieszkańców.
W dniu 1 stycznia 2017 roku z połączenia 13 ówczesnych gmin – Boissey, Bretteville-sur-Dives, Hiéville, Mittois, Montviette, L’Oudon, Ouville-la-Bien-Tournée, Sainte-Marguerite-de-Viette, Saint-Georges-en-Auge, Saint-Pierre-sur-Dives, Thiéville, Vaudeloges oraz Vieux-Pont-en-Auge – utworzono nową gminę Saint-Pierre-en-Auge. Siedzibą gminy została miejscowość Saint-Pierre-sur-Dives.